# Geremia Bonomelli

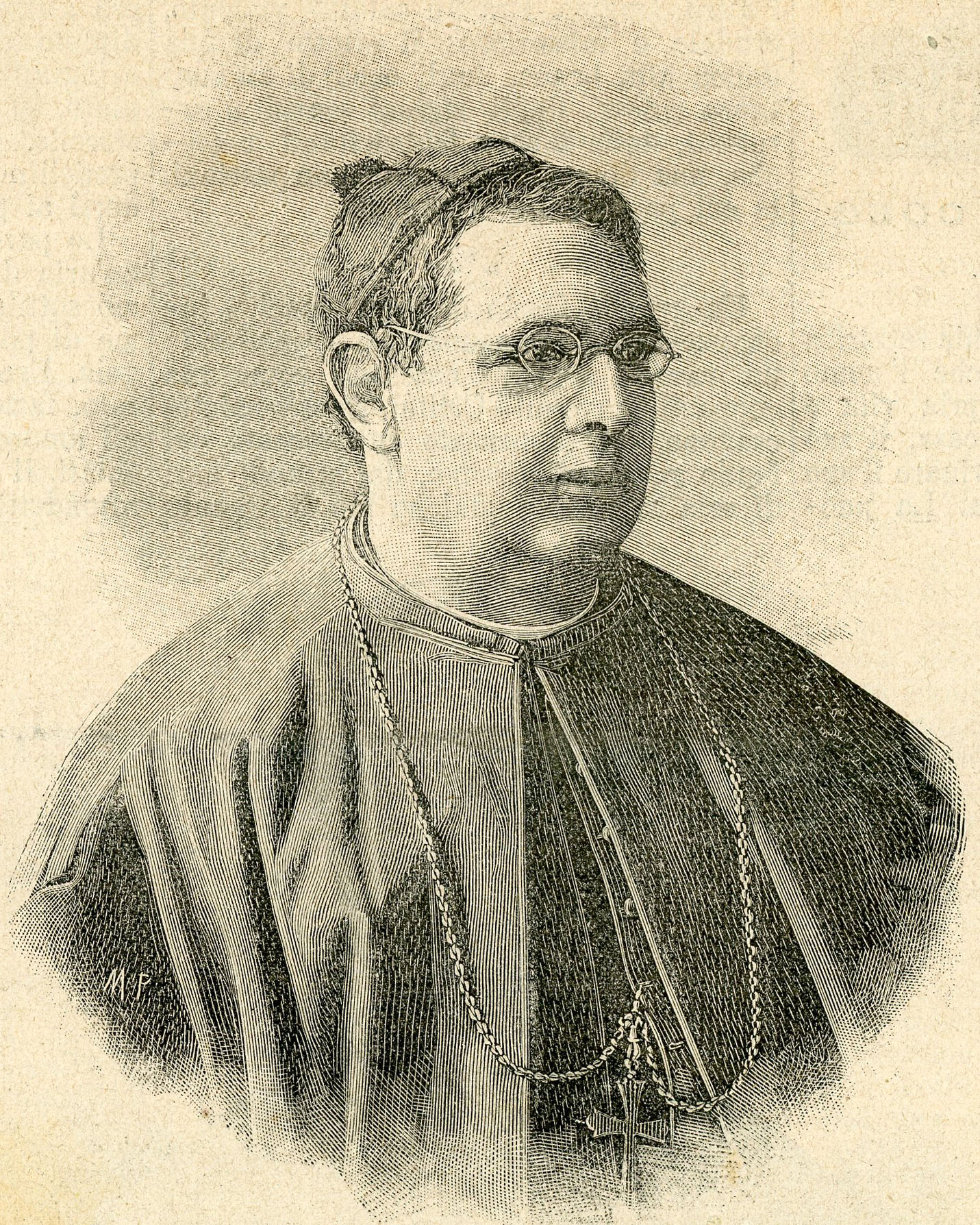
Bischof Geremia Bonomelli (1895)

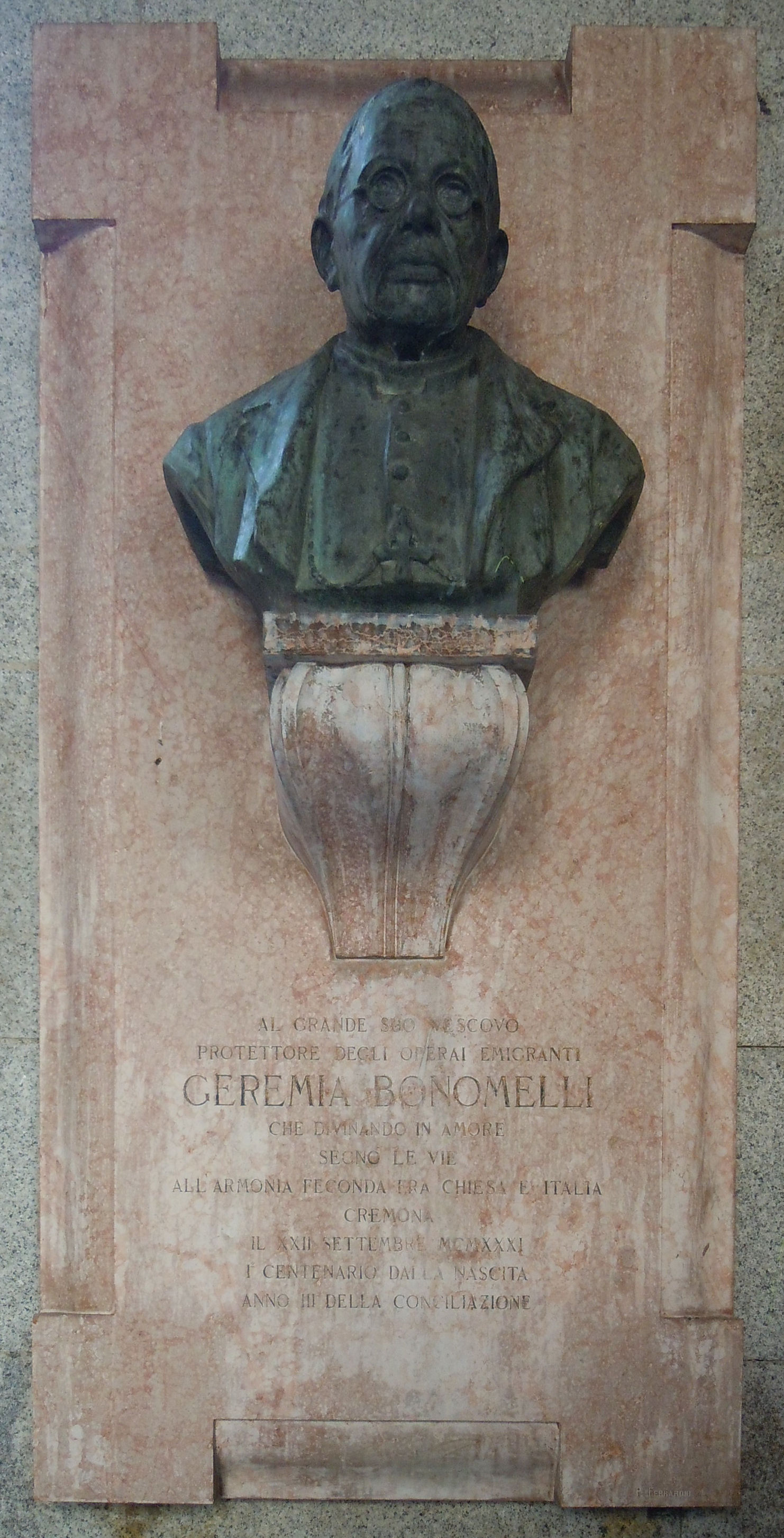
Büste des Bischofs

Geremia Bonomelli (* 22. September 1831 in Nigoline; † 3. August 1914 ebenda) war ein italienischer römisch-katholischer Geistlicher, Bischof von Cremona und Mitglied  des Ritterorden vom Heiligen Grab zu Jerusalem. Außerdem war er Ehrenmitglied der Kraus-Gesellschaft.

## Leben
Bonomelli stammte aus einer bäuerlichen Familie, die in der Po-Ebene ansässig war. Seine Eltern waren der Kleinbauer Giacomo Bonomelli und dessen Ehefrau Antonia Zanola.
Nach dem Schulbesuch in Lovere studierte Geremia Bonomelli Theologie in Brescia und empfing am 2. Juni 1855 das Sakrament der Priesterweihe. Danach vervollständigte er in Rom seine theologischen Studien und lehrte nach seiner Rückkehr am Priesterseminar der Diözese Brescia. Ab 1866 wirkte er als Pfarrer in Lovere.
Am 27. Oktober 1871 wurde Geremia Bonomelli zum Bischof von Cremona ernannt. Die Bischofsweihe spendete ihm am 26. November desselben Jahres in Brescia Girolamo Verzeri, Bischof von Brescia; Mitkonsekratoren waren Pietro Luigi Speranza, Bischof von Bergamo, und Alessandro Valsecchi, Weihbischof in Brescia.
Geremia Bonomelli starb in seinem Heimatort Nigoline, der seit 1929 zur Gemeinde Corte Franca gehört, und wurde zunächst auf dem Friedhof von Cremona beigesetzt. 1920 wurde sein Leichnam in den Dom von Cremona überführt und dort bestattet.

## Wirken
Durch vielfältiges Engagement kam er mit verschiedensten Gruppen in Berührung und vertrat dabei oft kontroverse Positionen. Er bemühte sich um eine Aussöhnung zwischen Vatikan und italienischem Staat, trat für eine Annäherung von Kirche und Kultur ein und wurde im Ausland bekannt, weil er das Werk der Auslandsfürsorge für Italiener (Opera di assistenza degli emigranti in Europa e nel Levante) gründete. Es war trotz seiner katholischen Ausrichtung liberal-laizistisch orientiert. Im Großraum Paris war es ab 1900 tätig, konnte jedoch nur in den Jahren 1922–1925 ein permanentes Sekretariat etablieren. Seine Aktivisten wurden als Bonomelliens bekannt, erlangten aber nur geringen Einfluss. In diesem Zusammenhang kam er 1901 auch nach Deutschland.
Bonomellis Hirtenbrief von 1905 La Chiesa e i tempi nuovi (dt. Die Kirche und die neue Zeit), in dem er die in jenem Jahr in Frankreich erfolgte Trennung von Kirche und Staat guthieß und als pastorale Möglichkeit für die Kirche begriff, erregte großes Aufsehen und brachte ihn in einen scharfen Gegensatz zu Papst Pius X.

## Ehrungen
Nach Geremia Bonomelli sind eine Reihe von Plätzen und Straßen in Italien benannt:
- Piazza Geremia Bonomelli in Rom
- Piazza Geremia Bonomelli in Mailand
- Via Geremia Bonomelli in Como
- Via Geremia Bonomelli in Bergamo

und weitere.